# Qızılhacılı
Qızılhacılı (ryska: Кызылгаджылы) är en ort i Azerbajdzjan.   Den ligger i distriktet Goranboj, i den centrala delen av landet, 260 km väster om huvudstaden Baku. Qızılhacılı ligger 136 meter över havet och antalet invånare är 6 330.
Terrängen runt Qızılhacılı är lite kuperad. Närmaste större samhälle är Goranboy, 6,4 km nordväst om Qızılhacılı.
Trakten runt Qızılhacılı består till största delen av jordbruksmark. Runt Qızılhacılı är det ganska tätbefolkat, med 70 invånare per kvadratkilometer.